# Llista d'ocells de les Illes Kerguelen
Aquesta llista d'ocells de les Illes Kerguelen inclou totes les espècies d'ocells trobats a les Illes Kerguelen: 44, de les quals una és un endemisme i 6 estan globalment amenaçades d'extinció.
Els ocells s'ordenen per ordre i família.

## Sphenisciformes

### Spheniscidae
- Aptenodytes patagonicus
- Aptenodytes forsteri
- Pygoscelis papua
- Pygoscelis papua
- Pygoscelis adeliae
- Pygoscelis antarcticus
- Eudyptes chrysocome
- Eudyptes chrysolophus

## Procellariiformes

### Diomedeidae
- Diomedea exulans
- Thalassarche chrysostoma
- Thalassarche melanophris
- Thalassarche chlororhynchos
- Phoebetria fusca
- Phoebetria palpebrata

### Procellariidae
- Macronectes giganteus
- Macronectes halli
- Thalassoica antarctica
- Daption capense
- Pagodroma nivea
- Pterodroma macroptera
- Pterodroma lessonii
- Pterodroma mollis
- Halobaena caerulea
- Pachyptila desolata
- Pachyptila belcheri
- Pachyptila crassirostris
- Pachyptila turtur
- Procellaria cinerea
- Procellaria aequinoctialis
- Aphrodroma brevirostris

### Hydrobatidae
- Garrodia nereis
- Oceanites oceanicus
- Pelagodroma marina
- Fregetta tropica

### Pelecanoididae
- Pelecanoides georgicus
- Pelecanoides urinatrix

## Pelecaniformes

### Phalacrocoracidae
- Phalacrocorax atriceps
- Phalacrocorax melanogenis
- Phalacrocorax verrucosus

## Anseriformes

### Anatidae
- Anas eatoni

## Charadriiformes

### Chionididae
- Chionis minor

### Laridae
- Larus dominicanus

### Sternidae
- Sterna vittata
- Sterna virgata

## Coraciiformes

### Coraciidae
- Eurystomus glaucurus[1]